# Henri Nestlé
Henri Nestlé (nume la naștere Heinrich Nestle; n. 10 august 1814, Frankfurt am Main, Grand Duchy of Frankfurt⁠(d) – d. 7 iulie 1890, Glion, Montreux, cantonul Vaud, Elveția) a fost un cofetar germano-elvețian și fondatorul companiei Nestlé, cea mai mare companie de produse alimentare și băuturi din lume.